# Валуев, Пётр Степанович
Пётр Степанович Валуев (29 июня 1743 — 4 июня 1814) — русский археолог, один из зачинателей изучения древностей в России, главноначальствующий Кремлёвской экспедицией, действительный тайный советник (1798). Владелец подмосковного имения Тимонино. Дед графа П. А. Валуева.
Большую известность получил тем, что разрушил в Московском Кремле большое число древних зданий и церквей, окончательно лишив эту средневековую крепость облика XVI-начала XVII веков, считая, что они своей ветхостью портят вид центра Москвы.

## Биография
Сын картографа и инженера генерал-майора С. М. Валуева из древнего (XIV век), но не богатого дворянского рода. Образование получил дома, своим возвышением обязан был удачной женитьбе, почти всю жизнь прослужил в придворном ведомстве при Екатерине II, Павле I, Александре I:
- 1772 — камер-юнкер императорского двора
- 1779 — камергер
- 1791 — обер-церемониймейстер (получил чин тайного советника)
- 1796 — сенатор
- 1798 — действительный тайный советник
- 1800 — уволен от службы при Павле I
- 1801 — при Александре I назначен главноначальствующим кремлёвской экспедицией и Оружейной палатой

При нём было выстроено новое здание Оружейной палаты, перестроены Потешный и Слободской дворцы. Содействовал сохранению некоторых старых памятников, но многие из них уничтожил (Сретенский собор, дворец Бориса Годунова, Гербовую башню). Принимал деятельное участие в составлении и издании двух крупных археологических трудов: «Историческое описание древнего Российского Музея» (ч. 1, Москва, 1807) и «Исторические сведения, из летописей отечественных и преданий изустных извлеченные, о селе Коломенском etc.» (Москва, 1809).

По отзывам современников, Валуев был человеком угодливым и низкопоклонным перед высшими и высокомерным с теми, от кого он не зависел. Одной из черт характера Валуева была его страсть к ссорам и передрягам. Будучи обер-церемониймейстером, он постоянно ссорился с начальниками Коллегии иностранных дел, а в Москве имел столкновения с генерал-губернаторами, в особенности с Ростопчиным. Скончался в 1814 году в Москве, А. Я. Булгаков писал брату:
Сегодня похороны старого Валуева, который поторопил свою смерть неумеренным употреблением крепких ликеров. О сем человеке будут жалеть только его подчиненные, которых он засыпал всякий год наградами -  единственно из гордости и чтобы показать своё влияние при дворе; однако же известно, как получал он желаемое.

## Семья
С 1772 года был женат на Дарье Александровне Кошелевой (1757—1836), дочери статского советника Александра Родионовича Кошелева от брака с Анастасией Егоровной Еремеевой, была родной сестрой Родиона Александровича Кошелева. При Павле I была пожалована меньшим крестом Ордена Св. Екатерины. Имели девять детей:
- Екатерина Петровна (1774—1848), фрейлина, впоследствии камер-фрейлина.
- Прасковья Петровна (1777—1857), с 1819 года замужем за Николаем Ивановичем Аксаковым (1782—1848).
- Анастасия Петровна (07.03.1778[3]— ?), фрейлина.
- Анна Петровна
- Софья Петровна
- Александр Петрович (1785—1822), камергер, был женат на Елизавете Фёдоровне фон дер Бринкен (1793—1872), их сын Пётр Александрович Валуев, стал председателем Совета Министров и получил титул графа.
- Пётр Петрович (1786—1812), кавалергард, погиб под Бородином.
- Павел Петрович (ок. 1789—1805)[4]
- Степан Петрович (ум.1844), действительный статский советник, был женат на Александре Петровне Ладыженской (1800—1831), падчерице С. А. Мальцова.

## Награды
Удостоен ряда высших орденов:
- Орден Святой Анны 1-й степени (21.01.1795)
- Орден Святого Александра Невского (05.12.1796)
- Орден Святого Владимира 1-й степени (18.04.1809)